# Mantrap (film din 1926)
Mantrap este un film de comedie american din 1926 regizat de Victor Fleming. În rolurile principale joacă actorii Clara Bow, Percy Marmont, Ernest Torrence, Ford Sterling și Eugene Pallette.

## Distribuție
- Clara Bow - Alverna
- Ernest Torrence - Joe Easter
- Ford Sterling - Character
- Percy Mamont - Ralph Prescott
- Eugene Pallette - E. Wesson Woodbury